# Groom of the Stool

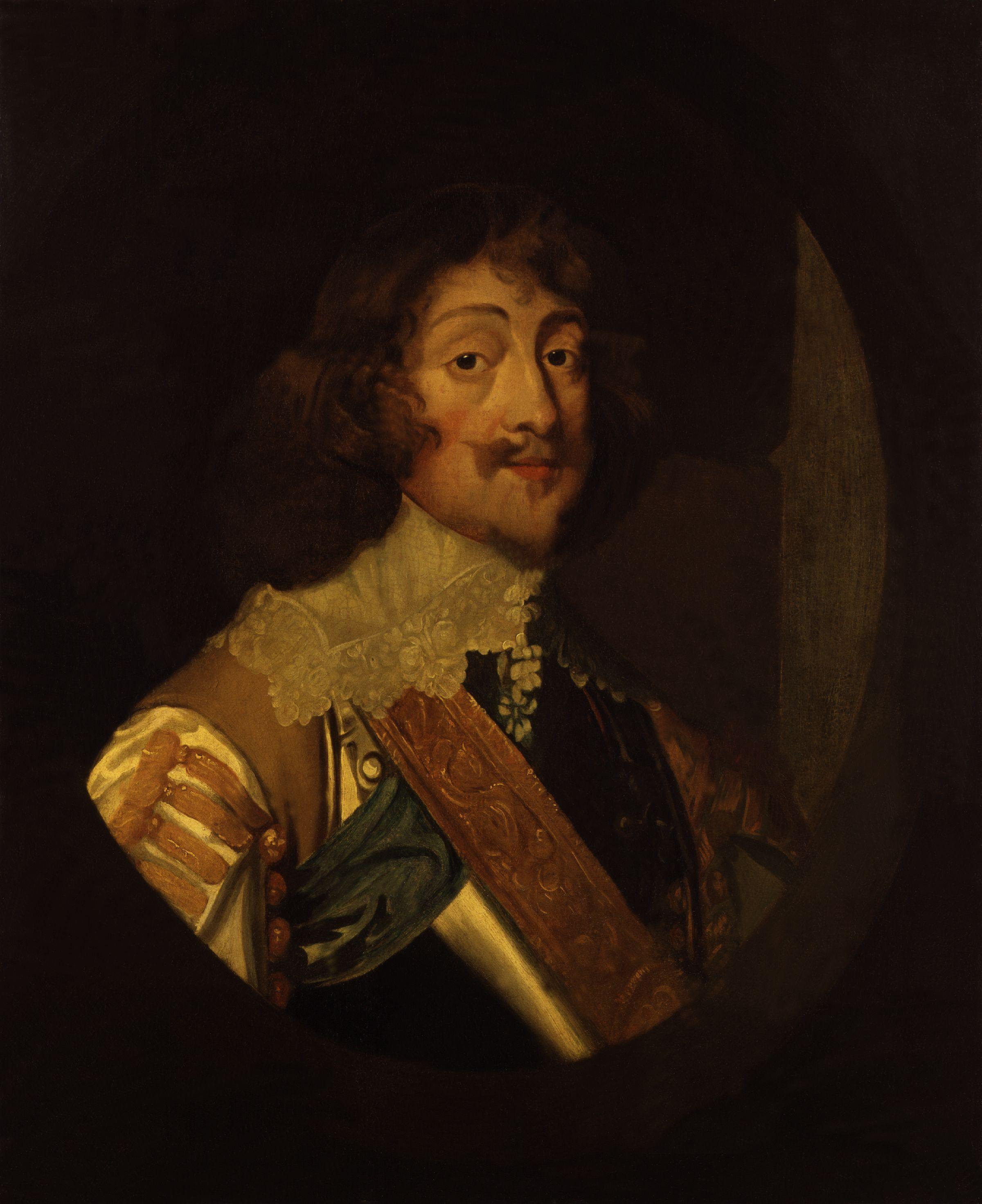
Henry Rich, I conte di Holland, Groom of the Stool di Carlo I sino al 1643

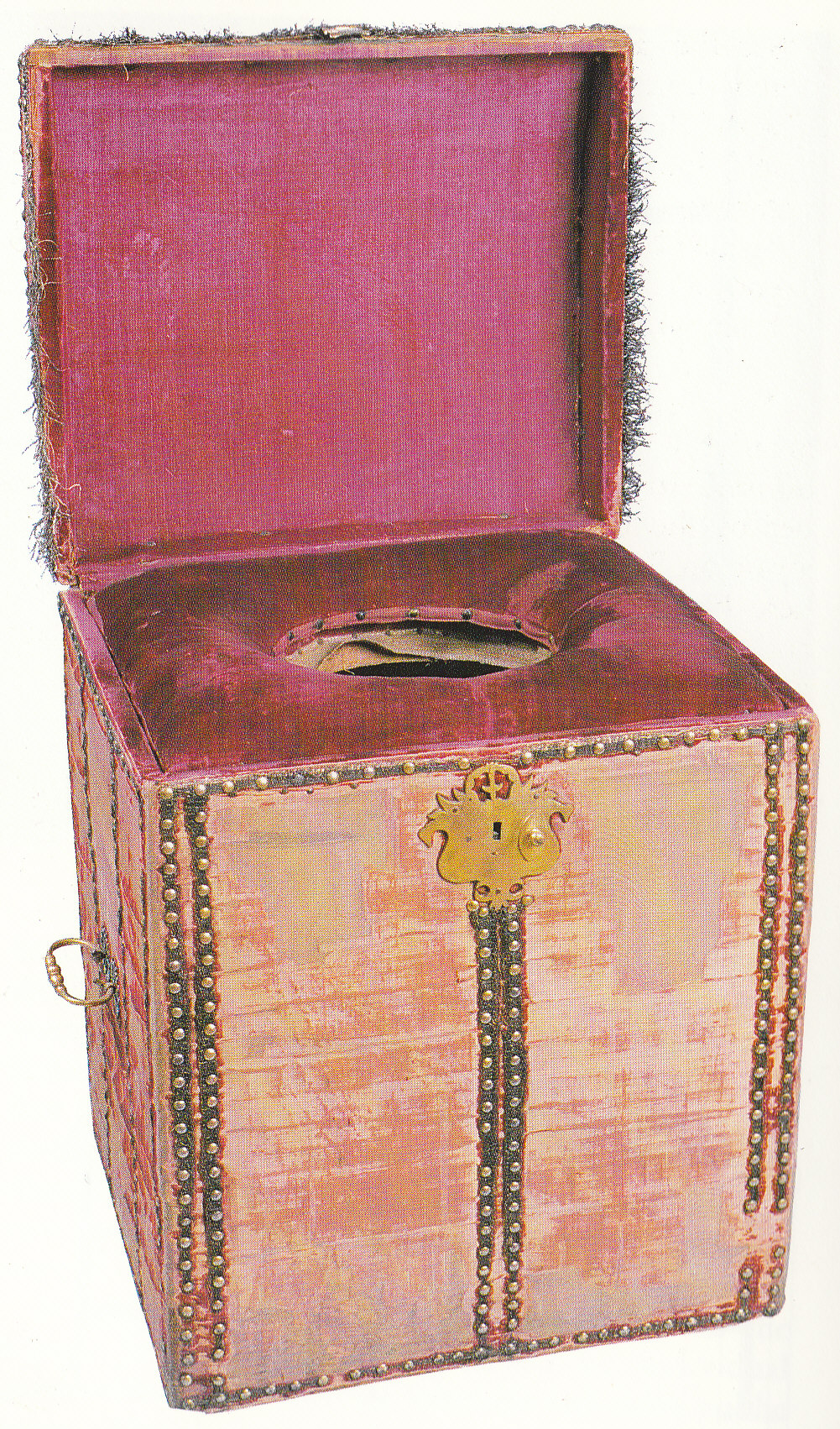
Una comoda del 1650 circa. collezione del Palazzo di Hampton Court.

Il Groom of the Stool era uno degli incarichi della casa reale del Regno Unito. Egli era un cortigiano responsabile di assistere il sovrano inglese durante le sue minzioni ed abluzioni.
La natura intima dell'incarico faceva sì che tale carica fosse ricoperta da una persona con la quale il sovrano aveva una notevole confidenza, a tal punto da divenire nei secoli una persona temuta e rispettata a corte a discapito dell'incarico svolto, visto dalla storiografia moderna come vile e di secondo piano. L'ufficio andò a svilupparsi gradualmente nel corso dei decenni al punto che già all'epoca di Enrico VII d'Inghilterra egli aveva delle competenze in materia fiscale nel cosiddetto "chamber system".

## Storia

### Origini del ruolo
Il Groom of the Stool era un servitore maschio della casa reale inglese che era responsabile di assistere il re nella sua toeletta quotidiana e durante i suoi bisogni. Oltre che della pulizia personale del sovrano, chi ricopriva questo incarico era responsabile anche della fornitura di acqua, asciugamani, monitorando accuratamente la pulizia degli oggetti intimi del re e la sua dieta sulla base di quanto riscontrato nelle feci che veniva poi discusso assieme all'archiatra di corte circa la salute del re. Il nome per esteso di "Groom of the Close Stool" deriva direttamente dalla comoda utilizzata dal sovrano ("close stool" in inglese, appunto).

### Nell'era dei Tudor
Durante il periodo Tudor, il ruolo del Groom of the Stool venne ricoperto da personalità di spicco della corte inglese come ad esempio Hugh Denys (m. 1511) che era membro della nobiltà locale del Gloucestershire, sposato, e in possesso di quattro castelli. Questa funzione al tempo dei Tudor venne trasformata in un ruolo simile a quello del ministro del tesoro reale.
All'inizio del regno di Enrico VIII, il titolo venne concesso alle persone di massima fiducia del re. Questi erano generalmente figli di nobili o esponenti di rilievo dell'aristocrazia terriera di provincia. Con l'ottenimento di tale carica, essi divenivano virtualmente come dei segretari personali del re e svolgevano una serie di incarichi amministrativi per quanto concerneva gli appartamenti privati del sovrano. Essa garantiva inoltre un accesso diretto al re, senza filtri.David Starkey scriveva: "Il Groom of the Stool svolgeva (ai nostri occhi) gli incarichi più vili; ad ogni modo il suo incarico era tra i più alti... Servire il corpo del re ad ogni modo era un incarico molto onorevole senza traccia di umiliazione alcuna."

### Evoluzione e uso discontinuo del titolo
Il servizio, per sua natura, era riservato unicamente ai sovrani maschi e pertanto con l'ascesa di Elisabetta I d'Inghilterra nel 1558, esso venne rimpiazzato dall'incarico di First Lady of the Bedchamber, detenuto per prima da lady Kat Ashley. L'incarico venne ad ogni modo reso nullo nel 1559.
In Scozia i valletti di camera avevano un ruolo equivalente. All'ascesa di Giacomo I d'Inghilterra, l'incarico venne ripreso col titolo di Gentleman of the Bedchamber, sempre ricoperto da un grande nobile che deteneva un notevole potere e un accesso diretto al sovrano. Durante il regno di Carlo I il termine di "stool" sembrava aver ormai perso il suo originario significato di "sedia". Dal 1660 l'incarico di Groom of the Stole (dopo la Restaurazione) venne gestito dal First Gentleman of the Bedchamber il quale mantenne tutte le proprie prerogative ed inoltre aveva ora il potere di ammettere o meno negli appartamenti privati del sovrano. In maniera incongruente al suo significato, l'incarico di Groom of the Stole continuò a sopravvivere anche durante il regno della regina Anna, la quale ad ogni modo affidò l'incarico ad una duchessa di sua fiducia che combinava in sé anche i doveri della titolare del ruolo di Mistress of the Robes.
Sotto gli Hannover il ruolo del Groom of the Stole iniziò ad essere nominato nella The London Gazette. Nel 1726, John Chamberlayne scrisse che mentre il Lord Chamberlain aveva la supervisione su tutti gli ufficiali della camera del re, "la camera del re esclusiva [...] competeva interamente al Groom of the Stole". Chamberlayne traduceva inoltre il significato del nome dal greco, facendone colui che aiutava il re a vestirsi la mattina e gli porgeva gli abiti. Dal 1740 il Groom of the Stole aveva ormai l'esclusiva cura del guardaroba reale.
L'incarico decadde già durante il regno della regina Vittoria anche se suo marito Alberto e suo figlio Edoardo ne fecero ancora uso, con il significato di guardarobieri. L'incarico venne abolito definitivamente nel 1901 con l'ascesa di Edoardo VII in quanto percepito ormai come obsoleto.

## Elenco deiGrooms of the Stool

### Prima dei Tudor
- William Grymesby viene menzionato col titolo di Yoman of the Stoole nel 1455, in A collection of ordinances and regulations for the government of the royal household, stampato nel 1790. Questo personaggio potrebbe essere stato il parlamentare Willielmus Grymesby.

### Tudor
Grooms of the Stool sotto Enrico VII
- Sir Edward Burton (m. 23 aprile 1524)[20] di Longnor, Shropshire, padre di Sir John Burton, Groom of the Stool di Enrico VIII d'Inghilterra.
- ?–1509: Hugh Denys[21]

Grooms of the Stool sotto Enrico VIII (1509–1547)
- 1509–1526: Sir William Compton[10]
- 1526–1536: Sir Henry Norris[22]
- 1536–1546: Sir Thomas Heneage[10]
- 1546–1547: Sir Anthony Denny[10][23]

Grooms of the Stool di Edoardo VI (1547–1553)
- 1547–1551: Sir Michael Stanhope[24]

Nessuno da Maria I ad Elisabetta I.

### Stuart
Grooms of the Stool di Giacomo I (1603–1625)
- 1603–: Thomas Erskine, I conte di Kellie.[25]

Grooms of the Stool di Carlo I (1625–1649)
- 1625–1631: Sir James Fullerton[26]
- 1626–1643: Henry Rich, I conte di Holland[27]
- 1643–c.1649: William Seymour, I marchese di Hertford[27]
- c.1649: Thomas Blagge[28]

Grooms of the Stool di Enrichetta Maria di Francia
- 1660–c.1667/1673: Elizabeth Boyle, contessa di Guilford[28]Template:RP

Grooms of the Stole di Carlo II (1660–1685)
- 1660: William Seymour, I marchese di Hertford
- 1660–1685: Sir John Granville (poi conte di Bath)

Grooms of the Stole di Giacomo II (1685–1688)
- 1685–1688: Henry Mordaunt, II conte di Peterborough

Grooms of the Stole di Guglielmo III (1689–1702)
- 1689–1700: William Bentinck, I conte di Portland[29]
- 1700–1702: Henry Sydney, I conte di Romney

Grooms of the Stole della regina Anna (1702–1714)
- 1702–1711: Sarah Churchill, contessa di Marlborough (poi duchessa di Marlborough)
- 1711–1714: Elizabeth Seymour, duchessa di Somerset

Grooms of the Stole del principe Giorgio di Danimarca
- 1683–1685: John Berkeley, III barone Berkeley di Stratton
- 1685–1687: Robert Leke, III conte di Scarsdale
- 1697–1708: John West, VI barone De La Warr

### Hannover
Grooms of the Stole di Giorgio I
- 1714–1719: Lionel Sackville, I duca di Dorset
- 1719–1722: Charles Spencer, III conte di Sunderland
- 1722–1723: Vacante
- 1723–1727: Francis Godolphin, II conte di Godolphin

Grooms of the Stole di Giorgio II
- 1727–1735: Francis Godolphin, II conte di Godolphin
- 1735–1750: Henry Herbert, IX conte di Pembroke
- 1751–1755: Willem Anne van Keppel, II conte di Albemarle
- 1755–1760: William Nassau de Zuylestein, IV conte di Rochford

Grooms of the Stole di Giorgio III
- 1760–1761: John Stuart, III conte di Bute
- 1761–1770: Francis Hastings, X conte di Huntingdon
- 1770–1775: George Hervey, II conte di Bristol
- 1775: Thomas Thynne, III visconte Weymouth
- 1775–1782: John Ashburnham, II conte di Ashburnham
- 1782–1796: Thomas Thynne, III visconte Weymouth (poi marchese di Bath)
- 1796–1804: John Ker, III duca di Roxburghe
- 1804–1812: George Finch, IX conte di Winchilsea
- 1812–1820: Charles Paulet, XIII marchese di Winchester

Grooms of the Stole di Giorgio IV
- 1820–1830: Charles Paulet, XIII marchese di Winchester

Grooms of the Stole di Guglielmo IV
- 1830–1837: Charles Paulet, XIII marchese di Winchester

Victoria non nominò nessuno al ruolo di Groom of the Stole; nomine vennero fatte ad ogni modo per suo marito e per il principe di Galles suo figlio primogenito.
Grooms of the Stole del principe Alberto di Sassonia-Coburgo-Gotha
- 1840–1841: Lord Robert Grosvenor (poi lord Ebury)
- 1841–1846: Brownlow Cecil, II marchese di Exeter
- 1846–1859: James Hamilton, II marchese di Abercorn (poi duca di Abercorn)
- 1859–1861: John Spencer, V conte Spencer

Grooms of the Stole di Alberto Edoardo, principe di Galles
- 1862–1866: John Spencer, V conte Spencer
- 1866–1877: Vacante
- 1877–1883: Sir William Knollys
- 1883–1901: James Hamilton, II duca di Abercorn